# Putamen
Le putamen constitue la partie latérale du noyau lenticulaire, dont la partie médiale est le pallidum. Il est bordé latéralement par la capsule externe qui le sépare du claustrum. 
Les deux fonctions principales du putamen sont la régulation des mouvements et l'influence de différents types d'apprentissages. Pour ce faire, cette structure utilise les neurotransmetteurs GABA, l'acétylcholine et l'enképhaline. 
Le putamen joue également un rôle dans des maladies neurodégénératives comme la maladie de Parkinson.